# غراهام جونسون
غراهام جونسون (8 نوفمبر 1946 في المملكة المتحدة - ) (بالإنجليزية: Graham Johnson)‏ هو لاعب كريكت بريطاني. لعب مع Kent County Cricket Club ‏ وGauteng (cricket team) ‏.

## وصلات خارجية
- غراهام جونسون على موقع إي آس بي آن كريك إنفو (الإنجليزية)